# Torre di Bassano
La torre di Bassano è una delle tante torri di avvistamento situate lungo la costiera amalfitana.

## Storia
Fu costruita nel 1563 in prossimità della cala di Fuenti, in cui i pirati saraceni ormeggiavano le loro feluche e da cui partivano per le numerose scorrerie. Proprio una di queste incursioni, pochi anni prima, era costata cara alla vicina Cetara, che fu completamente distrutta, con 300 abitanti deportati; capo dell'assalto era stato il famigerato Sinan Bassà (più famoso col nome di Ariadeno Barbarossa), dal quale sembra che derivi il nome della torre.
Nei pressi immediati della torre, nei primi anni sessanta venne costruito il mega-hotel Fuenti, poi divenuto tristemente noto come "mostro di Fuenti".